# 联盟MS-22
联盟MS-22（俄语：Союз МС-22）是一艘前往国际空间站的俄罗斯联盟号宇宙飞船，于2022年9月21日发射。

## 机组人员
2021年5月三名俄罗斯成员的机组被任命。但是之后美国宇航局宇航员弗朗西斯科·卢比奥取代了安娜·基金娜，作为联盟号─载人龙飞船号乘员交换系统的一部分，在每次乘员轮换任务中至少保持一名美国宇航局宇航员和一名俄罗斯宇航局宇航员。这确保了两个国家在空间站都有人值守，并且在联盟号或商业乘员飞行器长期停飞的情况下，有能力维持他们的独立系统。
| 岗位        | 发射乘员                                                    | 返回乘员 |
| ----------- | ----------------------------------------------------------- | -------- |
| 指令长      | 谢尔盖·普罗科皮耶夫, 俄罗斯航天国家集团 遠征67/68 第2次飞行 | 无人     |
| 飞行工程师1 | 德米特里·佩捷林, 俄罗斯航天国家集团 远征67/68 第1次飞行     | 无人     |
| 飞行工程师2 | 弗朗西斯科·卢比奥, NASA 远征67/68 第1次飞行                 | 无人     |

### 备用人员
| 岗位        | 乘员                            | 乘员                            |
| ----------- | ------------------------------- | ------------------------------- |
| 指令长      | 奥列格·科诺年科, 俄罗斯航天集团 | 奥列格·科诺年科, 俄罗斯航天集团 |
| 飞行工程师1 | 尼古拉·丘布, 俄罗斯航天集团     | 尼古拉·丘布, 俄罗斯航天集团     |
| 飞行工程师2 | 劳拉·奥哈拉, NASA               | 劳拉·奥哈拉, NASA               |

## 冷却回路事故
2022年12月15日12:45GMT，一道“可见的片状流”从联盟飞船中散发出，同时外部散热器冷却回路压力下降。在评估事故的过程中，佩捷林和普罗科皮耶夫的计划太空行走被取消。
初步信息显示，事故是联盟MS-22航天器服务舱上的外部冷却器散热器上一个0.8 mm（0.031英寸）直径的洞导致。损坏可能是由微流星体或太空碎片的冲击造成。
已经成立了两个工作组寻找事件的原因，分析飞船的技术状况，并为地面专家和宇航员制定进一步行动的建议。
由于对飞船系统的测试，在事件发生后的几天内，轨道舱和返回舱的温度达到了+30°C，服务舱的温度达到了+40°C，但近几天飞船的整体温度已稳定在约+30°C左右。
12月18日，使用机械臂的摄像机检查了联盟MS-22的外表面。地球上接收到的数据分析允许在服务舱表面检测到可能的损坏位置。

## 脱离与返回
由于联盟MS-22无法执行乘员返回，联盟MS-23将在2023年2月20日前后进行无人发射，以营救MS-22乘员。MS-23原定的载人任务将被推迟，并将重新分配给至MS-24任务。因此，一些货物随着联盟MS-22的无人返回任务中被带回来。